# Sibiu Cycling Tour 2019
La 9e édition du Sibiu Cycling Tour a lieu du 3 au 7 juillet 2019. Elle fait partie du calendrier UCI Europe Tour 2019 en catégorie 2.1.

## Présentation

### Étapes
| Étape     | Date     | Villes étapes     | type                        | Distance (km) | Vainqueur d'étape    | Leader du classement général |
| --------- | -------- | ----------------- | --------------------------- | ------------- | -------------------- | ---------------------------- |
| Prologue  | 3 juill. | Sibiu – Sibiu     | contre-la-montre individuel | 2,5           | Ivar Slik            | Ivar Slik                    |
| 1re étape | 4 juill. | Sibiu – Sibiu     | étape de moyenne montagne   | 191,8         | Justin Paroz         | Justin Paroz                 |
| 2e étape  | 5 juill. | Sibiu – lac Bâlea | étape de montagne           | 163,3         | Kevin Rivera         | Kevin Rivera                 |
| 3e étape  | 6 juill. | Sibiu – Păltiniș  | étape de montagne           | 159,4         | Marco Tizza          | Kevin Rivera                 |
| 4e étape  | 7 juill. | Sibiu – Sibiu     | étape vallonnée             | 169,5         | Riccardo Stacchiotti | Kevin Rivera                 |

### Équipes
| Équipes continentales professionnelles (2)- Androni Giocattoli-Sidermec - Gazprom-RusVelo Équipes continentales (15)- Team Novak - Giotti Victoria-Palomar - Monkey Town-à Bloc CT - CCC Development Team - Pannon - Akros-Thömus - Elkov-Author - Adria Mobil - Cycling Team Friuli - Sangemini-Trevigiani-MG.Kvis - Massi Vivo-Grupo Oresy - D'Amico-UM Tools - 303Project - Lokosphinx - Amore & Vita-Prodir Équipes nationales (2)- Roumanie - Ukraine |
| |

## Déroulement de la course

### Prologue
| \| Classement de l'étape \| Classement de l'étape \| Classement de l'étape \| Classement de l'étape \| Classement de l'étape \| \| Coureur \| Coureur \| Pays \| Équipe \| Temps \| \| --------------------- \| --------------------- \| --------------------- \| --------------------------- \| --------------------- \| \| 1er \| Ivar Slik \| Pays-Bas \| Monkey Town-À Bloc CT \| 3 min 26 s \| \| 2e \| Riccardo Stacchiotti \| Italie \| Giotti Victoria-Palomar \| + 2 s \| \| 3e \| Matteo Pelucchi \| Italie \| Androni Giocattoli-Sidermec \| + 3 s \| \| 4e \| Antoine Aebi \| Suisse \| Akros-Thömus \| + 4 s \| \| 5e \| Joël Suter \| Suisse \| Akros-Thömus \| + 4 s \| \| 6e \| Nico Selenati \| Suisse \| Akros-Thömus \| + 4 s \| \| 7e \| Rick Pluimers \| Pays-Bas \| Monkey Town-À Bloc CT \| + 5 s \| \| 8e \| Mel van der Veekens \| Pays-Bas \| Monkey Town-À Bloc CT \| + 7 s \| \| 9e \| František Sisr \| Tchéquie \| Elkov-Author \| + 7 s \| \| 10e \| Michael Kukrle \| Tchéquie \| Elkov-Author \| + 7 s \| |                      |          |                             |            |
| |                      |          |                             |            |
| |                      |          |                             |            |
| Classement de l'étape |                      |          |                             |            |
| Coureur | Coureur              | Pays     | Équipe                      | Temps      |
| 1er | Ivar Slik            | Pays-Bas | Monkey Town-À Bloc CT       | 3 min 26 s |
| 2e | Riccardo Stacchiotti | Italie   | Giotti Victoria-Palomar     | + 2 s      |
| 3e | Matteo Pelucchi      | Italie   | Androni Giocattoli-Sidermec | + 3 s      |
| 4e | Antoine Aebi         | Suisse   | Akros-Thömus                | + 4 s      |
| 5e | Joël Suter           | Suisse   | Akros-Thömus                | + 4 s      |
| 6e | Nico Selenati        | Suisse   | Akros-Thömus                | + 4 s      |
| 7e | Rick Pluimers        | Pays-Bas | Monkey Town-À Bloc CT       | + 5 s      |
| 8e | Mel van der Veekens  | Pays-Bas | Monkey Town-À Bloc CT       | + 7 s      |
| 9e | František Sisr       | Tchéquie | Elkov-Author                | + 7 s      |
| 10e | Michael Kukrle       | Tchéquie | Elkov-Author                | + 7 s      |

| \| Classement général \| Classement général \| Classement général \| Classement général \| Classement général \| \| Coureur \| Coureur \| Pays \| Équipe \| Temps \| \| ------------------ \| -------------------- \| ------------------ \| --------------------------- \| ------------------ \| \| 1er \| Ivar Slik \| Pays-Bas \| Monkey Town-À Bloc CT \| 3 min 26 s \| \| 2e \| Riccardo Stacchiotti \| Italie \| Giotti Victoria-Palomar \| + 2 s \| \| 3e \| Matteo Pelucchi \| Italie \| Androni Giocattoli-Sidermec \| + 3 s \| \| 4e \| Antoine Aebi \| Suisse \| Akros-Thömus \| + 4 s \| \| 5e \| Joël Suter \| Suisse \| Akros-Thömus \| + 4 s \| \| 6e \| Nico Selenati \| Suisse \| Akros-Thömus \| + 4 s \| \| 7e \| Rick Pluimers \| Pays-Bas \| Monkey Town-À Bloc CT \| + 5 s \| \| 8e \| Mel van der Veekens \| Pays-Bas \| Monkey Town-À Bloc CT \| + 7 s \| \| 9e \| František Sisr \| Tchéquie \| Elkov-Author \| + 7 s \| \| 10e \| Michael Kukrle \| Tchéquie \| Elkov-Author \| + 7 s \| |                      |          |                             |            |
| |                      |          |                             |            |
| |                      |          |                             |            |
| Classement général |                      |          |                             |            |
| Coureur | Coureur              | Pays     | Équipe                      | Temps      |
| 1er | Ivar Slik            | Pays-Bas | Monkey Town-À Bloc CT       | 3 min 26 s |
| 2e | Riccardo Stacchiotti | Italie   | Giotti Victoria-Palomar     | + 2 s      |
| 3e | Matteo Pelucchi      | Italie   | Androni Giocattoli-Sidermec | + 3 s      |
| 4e | Antoine Aebi         | Suisse   | Akros-Thömus                | + 4 s      |
| 5e | Joël Suter           | Suisse   | Akros-Thömus                | + 4 s      |
| 6e | Nico Selenati        | Suisse   | Akros-Thömus                | + 4 s      |
| 7e | Rick Pluimers        | Pays-Bas | Monkey Town-À Bloc CT       | + 5 s      |
| 8e | Mel van der Veekens  | Pays-Bas | Monkey Town-À Bloc CT       | + 7 s      |
| 9e | František Sisr       | Tchéquie | Elkov-Author                | + 7 s      |
| 10e | Michael Kukrle       | Tchéquie | Elkov-Author                | + 7 s      |

### 1reétape
| \| Classement de l'étape \| Classement de l'étape \| Classement de l'étape \| Classement de l'étape \| Classement de l'étape \| \| Coureur \| Coureur \| Pays \| Équipe \| Temps \| \| --------------------- \| --------------------- \| --------------------- \| ------------------------------------ \| --------------------- \| \| 1er \| Justin Paroz \| Suisse \| Akros-Thömus \| 4 h 46 min 27 s \| \| 2e \| Aleksandr Smirnov \| Russie \| Lokosphinx \| + 1 min 50 s \| \| 3e \| Paolo Totò \| Italie \| U.C. Trevigiani Energiapura Marchiol \| + 1 min 50 s \| \| 4e \| Nico Selenati \| Suisse \| Akros-Thömus \| + 1 min 50 s \| \| 5e \| František Sisr \| Tchéquie \| Elkov-Author \| + 1 min 50 s \| \| 6e \| Michał Paluta \| Pologne \| CCC Development \| + 1 min 50 s \| \| 7e \| Dominik Neuman \| Tchéquie \| Elkov-Author \| + 1 min 50 s \| \| 8e \| Jacopo Mosca \| Italie \| D'Amico UM Tools \| + 1 min 50 s \| \| 9e \| Pierpaolo Ficara \| Italie \| Amore & Vita-Prodir \| + 1 min 50 s \| \| 10e \| Michal Schlegel \| Tchéquie \| Elkov-Author \| + 1 min 50 s \| |                   |          |                                      |                 |
| |                   |          |                                      |                 |
| |                   |          |                                      |                 |
| Classement de l'étape |                   |          |                                      |                 |
| Coureur | Coureur           | Pays     | Équipe                               | Temps           |
| 1er | Justin Paroz      | Suisse   | Akros-Thömus                         | 4 h 46 min 27 s |
| 2e | Aleksandr Smirnov | Russie   | Lokosphinx                           | + 1 min 50 s    |
| 3e | Paolo Totò        | Italie   | U.C. Trevigiani Energiapura Marchiol | + 1 min 50 s    |
| 4e | Nico Selenati     | Suisse   | Akros-Thömus                         | + 1 min 50 s    |
| 5e | František Sisr    | Tchéquie | Elkov-Author                         | + 1 min 50 s    |
| 6e | Michał Paluta     | Pologne  | CCC Development                      | + 1 min 50 s    |
| 7e | Dominik Neuman    | Tchéquie | Elkov-Author                         | + 1 min 50 s    |
| 8e | Jacopo Mosca      | Italie   | D'Amico UM Tools                     | + 1 min 50 s    |
| 9e | Pierpaolo Ficara  | Italie   | Amore & Vita-Prodir                  | + 1 min 50 s    |
| 10e | Michal Schlegel   | Tchéquie | Elkov-Author                         | + 1 min 50 s    |

| \| Classement général \| Classement général \| Classement général \| Classement général \| Classement général \| \| Coureur \| Coureur \| Pays \| Équipe \| Temps \| \| ------------------ \| -------------------- \| ------------------ \| --------------------------- \| ------------------ \| \| 1er \| Justin Paroz \| Suisse \| Akros-Thömus \| 4 h 49 min 53 s \| \| 2e \| Riccardo Stacchiotti \| Italie \| Giotti Victoria-Palomar \| + 1 min 48 s \| \| 3e \| Ivar Slik \| Pays-Bas \| Monkey Town-À Bloc CT \| + 1 min 50 s \| \| 4e \| Joël Suter \| Suisse \| Akros-Thömus \| + 1 min 52 s \| \| 5e \| Nico Selenati \| Suisse \| Akros-Thömus \| + 1 min 52 s \| \| 6e \| Matteo Pelucchi \| Italie \| Androni Giocattoli-Sidermec \| + 1 min 53 s \| \| 7e \| Antoine Aebi \| Suisse \| Akros-Thömus \| + 1 min 54 s \| \| 8e \| Rick Pluimers \| Pays-Bas \| Monkey Town-À Bloc CT \| + 1 min 55 s \| \| 9e \| Mel van der Veekens \| Pays-Bas \| Monkey Town-À Bloc CT \| + 1 min 57 s \| \| 10e \| František Sisr \| Tchéquie \| Elkov-Author \| + 1 min 57 s \| |                      |          |                             |                 |
| |                      |          |                             |                 |
| |                      |          |                             |                 |
| Classement général |                      |          |                             |                 |
| Coureur | Coureur              | Pays     | Équipe                      | Temps           |
| 1er | Justin Paroz         | Suisse   | Akros-Thömus                | 4 h 49 min 53 s |
| 2e | Riccardo Stacchiotti | Italie   | Giotti Victoria-Palomar     | + 1 min 48 s    |
| 3e | Ivar Slik            | Pays-Bas | Monkey Town-À Bloc CT       | + 1 min 50 s    |
| 4e | Joël Suter           | Suisse   | Akros-Thömus                | + 1 min 52 s    |
| 5e | Nico Selenati        | Suisse   | Akros-Thömus                | + 1 min 52 s    |
| 6e | Matteo Pelucchi      | Italie   | Androni Giocattoli-Sidermec | + 1 min 53 s    |
| 7e | Antoine Aebi         | Suisse   | Akros-Thömus                | + 1 min 54 s    |
| 8e | Rick Pluimers        | Pays-Bas | Monkey Town-À Bloc CT       | + 1 min 55 s    |
| 9e | Mel van der Veekens  | Pays-Bas | Monkey Town-À Bloc CT       | + 1 min 57 s    |
| 10e | František Sisr       | Tchéquie | Elkov-Author                | + 1 min 57 s    |

### 2eétape
| \| Classement de l'étape \| Classement de l'étape \| Classement de l'étape \| Classement de l'étape \| Classement de l'étape \| \| Coureur \| Coureur \| Pays \| Équipe \| Temps \| \| --------------------- \| --------------------- \| --------------------- \| --------------------------- \| --------------------- \| \| 1er \| Kevin Rivera \| Costa Rica \| Androni Giocattoli-Sidermec \| 4 h 28 min 23 s \| \| 2e \| Daniel Muñoz \| Colombie \| Androni Giocattoli-Sidermec \| + 5 s \| \| 3e \| Radoslav Rogina \| Croatie \| Adria Mobil \| + 5 s \| \| 4e \| Serghei Țvetcov \| Roumanie \| Floyd's Pro Cycling \| + 40 s \| \| 5e \| Ildar Arslanov \| Russie \| Gazprom-RusVelo \| + 40 s \| \| 6e \| Pierpaolo Ficara \| Italie \| Amore & Vita-Prodir \| + 45 s \| \| 7e \| Michal Schlegel \| Tchéquie \| Elkov-Author \| + 48 s \| \| 8e \| Mattia Bais \| Italie \| Cycling Team Friuli \| + 48 s \| \| 9e \| Danilo Celano \| Italie \| Amore & Vita-Prodir \| + 1 min 08 s \| \| 10e \| Marco Tizza \| Italie \| Amore & Vita-Prodir \| + 1 min 15 s \| |                  |            |                             |                 |
| |                  |            |                             |                 |
| |                  |            |                             |                 |
| Classement de l'étape |                  |            |                             |                 |
| Coureur | Coureur          | Pays       | Équipe                      | Temps           |
| 1er | Kevin Rivera     | Costa Rica | Androni Giocattoli-Sidermec | 4 h 28 min 23 s |
| 2e | Daniel Muñoz     | Colombie   | Androni Giocattoli-Sidermec | + 5 s           |
| 3e | Radoslav Rogina  | Croatie    | Adria Mobil                 | + 5 s           |
| 4e | Serghei Țvetcov  | Roumanie   | Floyd's Pro Cycling         | + 40 s          |
| 5e | Ildar Arslanov   | Russie     | Gazprom-RusVelo             | + 40 s          |
| 6e | Pierpaolo Ficara | Italie     | Amore & Vita-Prodir         | + 45 s          |
| 7e | Michal Schlegel  | Tchéquie   | Elkov-Author                | + 48 s          |
| 8e | Mattia Bais      | Italie     | Cycling Team Friuli         | + 48 s          |
| 9e | Danilo Celano    | Italie     | Amore & Vita-Prodir         | + 1 min 08 s    |
| 10e | Marco Tizza      | Italie     | Amore & Vita-Prodir         | + 1 min 15 s    |

| \| Classement général \| Classement général \| Classement général \| Classement général \| Classement général \| \| Coureur \| Coureur \| Pays \| Équipe \| Temps \| \| ------------------ \| ------------------ \| ------------------ \| --------------------------- \| ------------------ \| \| 1er \| Kevin Rivera \| Costa Rica \| Androni Giocattoli-Sidermec \| 9 h 20 min 17 s \| \| 2e \| Daniel Muñoz \| Colombie \| Androni Giocattoli-Sidermec \| + 17 s \| \| 3e \| Justin Paroz \| Suisse \| Akros-Thömus \| + 24 s \| \| 4e \| Radoslav Rogina \| Croatie \| Adria Mobil \| + 41 s \| \| 5e \| Serghei Țvetcov \| Roumanie \| Floyd's Pro Cycling \| + 42 s \| \| 6e \| Ildar Arslanov \| Russie \| Gazprom-RusVelo \| + 43 s \| \| 7e \| Pierpaolo Ficara \| Italie \| Amore & Vita-Prodir \| + 50 s \| \| 8e \| Michal Schlegel \| Tchéquie \| Elkov-Author \| + 53 s \| \| 9e \| Mattia Bais \| Italie \| Cycling Team Friuli \| + 1 min 00 s \| \| 10e \| Alessandro Bisolti \| Italie \| Androni Giocattoli-Sidermec \| + 1 min 18 s \| |                    |            |                             |                 |
| |                    |            |                             |                 |
| |                    |            |                             |                 |
| Classement général |                    |            |                             |                 |
| Coureur | Coureur            | Pays       | Équipe                      | Temps           |
| 1er | Kevin Rivera       | Costa Rica | Androni Giocattoli-Sidermec | 9 h 20 min 17 s |
| 2e | Daniel Muñoz       | Colombie   | Androni Giocattoli-Sidermec | + 17 s          |
| 3e | Justin Paroz       | Suisse     | Akros-Thömus                | + 24 s          |
| 4e | Radoslav Rogina    | Croatie    | Adria Mobil                 | + 41 s          |
| 5e | Serghei Țvetcov    | Roumanie   | Floyd's Pro Cycling         | + 42 s          |
| 6e | Ildar Arslanov     | Russie     | Gazprom-RusVelo             | + 43 s          |
| 7e | Pierpaolo Ficara   | Italie     | Amore & Vita-Prodir         | + 50 s          |
| 8e | Michal Schlegel    | Tchéquie   | Elkov-Author                | + 53 s          |
| 9e | Mattia Bais        | Italie     | Cycling Team Friuli         | + 1 min 00 s    |
| 10e | Alessandro Bisolti | Italie     | Androni Giocattoli-Sidermec | + 1 min 18 s    |

### 3eétape
| \| Classement de l'étape \| Classement de l'étape \| Classement de l'étape \| Classement de l'étape \| Classement de l'étape \| \| Coureur \| Coureur \| Pays \| Équipe \| Temps \| \| --------------------- \| --------------------- \| --------------------- \| --------------------------- \| --------------------- \| \| 1er \| Marco Tizza \| Italie \| Amore & Vita-Prodir \| 4 h 16 min 04 s \| \| 2e \| Attila Valter \| Hongrie \| CCC Development \| + 0 s \| \| 3e \| Michal Schlegel \| Tchéquie \| Elkov-Author \| + 5 s \| \| 4e \| Mattia Bais \| Italie \| Cycling Team Friuli \| + 4 s \| \| 5e \| Daniel Muñoz \| Colombie \| Androni Giocattoli-Sidermec \| + 9 s \| \| 6e \| Kevin Rivera \| Costa Rica \| Androni Giocattoli-Sidermec \| + 9 s \| \| 7e \| Ildar Arslanov \| Russie \| Gazprom-RusVelo \| + 9 s \| \| 8e \| Radoslav Rogina \| Croatie \| Adria Mobil \| + 9 s \| \| 9e \| Pierpaolo Ficara \| Italie \| Amore & Vita-Prodir \| + 9 s \| \| 10e \| Serghei Țvetcov \| Roumanie \| Floyd's Pro Cycling \| + 9 s \| |                  |            |                             |                 |
| |                  |            |                             |                 |
| |                  |            |                             |                 |
| Classement de l'étape |                  |            |                             |                 |
| Coureur | Coureur          | Pays       | Équipe                      | Temps           |
| 1er | Marco Tizza      | Italie     | Amore & Vita-Prodir         | 4 h 16 min 04 s |
| 2e | Attila Valter    | Hongrie    | CCC Development             | + 0 s           |
| 3e | Michal Schlegel  | Tchéquie   | Elkov-Author                | + 5 s           |
| 4e | Mattia Bais      | Italie     | Cycling Team Friuli         | + 4 s           |
| 5e | Daniel Muñoz     | Colombie   | Androni Giocattoli-Sidermec | + 9 s           |
| 6e | Kevin Rivera     | Costa Rica | Androni Giocattoli-Sidermec | + 9 s           |
| 7e | Ildar Arslanov   | Russie     | Gazprom-RusVelo             | + 9 s           |
| 8e | Radoslav Rogina  | Croatie    | Adria Mobil                 | + 9 s           |
| 9e | Pierpaolo Ficara | Italie     | Amore & Vita-Prodir         | + 9 s           |
| 10e | Serghei Țvetcov  | Roumanie   | Floyd's Pro Cycling         | + 9 s           |

| \| Classement général \| Classement général \| Classement général \| Classement général \| Classement général \| \| Coureur \| Coureur \| Pays \| Équipe \| Temps \| \| ------------------ \| ------------------ \| ------------------ \| --------------------------- \| ------------------ \| \| 1er \| Kevin Rivera \| Costa Rica \| Androni Giocattoli-Sidermec \| 13 h 36 min 30 s \| \| 2e \| Daniel Muñoz \| Colombie \| Androni Giocattoli-Sidermec \| + 17 s \| \| 3e \| Radoslav Rogina \| Croatie \| Adria Mobil \| + 40 s \| \| 4e \| Serghei Țvetcov \| Roumanie \| Floyd's Pro Cycling \| + 42 s \| \| 5e \| Ildar Arslanov \| Russie \| Gazprom-RusVelo \| + 43 s \| \| 6e \| Michal Schlegel \| Tchéquie \| Elkov-Author \| + 44 s \| \| 7e \| Pierpaolo Ficara \| Italie \| Amore & Vita-Prodir \| + 50 s \| \| 8e \| Mattia Bais \| Italie \| Cycling Team Friuli \| + 1 min 00 s \| \| 9e \| Marco Tizza \| Italie \| Amore & Vita-Prodir \| + 1 min 01 s \| \| 10e \| Attila Valter \| Hongrie \| CCC Development \| + 1 min 07 s \| |                  |            |                             |                  |
| |                  |            |                             |                  |
| |                  |            |                             |                  |
| Classement général |                  |            |                             |                  |
| Coureur | Coureur          | Pays       | Équipe                      | Temps            |
| 1er | Kevin Rivera     | Costa Rica | Androni Giocattoli-Sidermec | 13 h 36 min 30 s |
| 2e | Daniel Muñoz     | Colombie   | Androni Giocattoli-Sidermec | + 17 s           |
| 3e | Radoslav Rogina  | Croatie    | Adria Mobil                 | + 40 s           |
| 4e | Serghei Țvetcov  | Roumanie   | Floyd's Pro Cycling         | + 42 s           |
| 5e | Ildar Arslanov   | Russie     | Gazprom-RusVelo             | + 43 s           |
| 6e | Michal Schlegel  | Tchéquie   | Elkov-Author                | + 44 s           |
| 7e | Pierpaolo Ficara | Italie     | Amore & Vita-Prodir         | + 50 s           |
| 8e | Mattia Bais      | Italie     | Cycling Team Friuli         | + 1 min 00 s     |
| 9e | Marco Tizza      | Italie     | Amore & Vita-Prodir         | + 1 min 01 s     |
| 10e | Attila Valter    | Hongrie    | CCC Development             | + 1 min 07 s     |

### 4eétape
| \| Classement de l'étape \| Classement de l'étape \| Classement de l'étape \| Classement de l'étape \| Classement de l'étape \| \| Coureur \| Coureur \| Pays \| Équipe \| Temps \| \| --------------------- \| --------------------- \| --------------------- \| ------------------------------------ \| --------------------- \| \| 1er \| Riccardo Stacchiotti \| Italie \| Giotti Victoria-Palomar \| 3 h 52 min 54 s \| \| 2e \| Gašper Katrašnik \| Slovénie \| Adria Mobil \| + 0 s \| \| 3e \| František Sisr \| Tchéquie \| Elkov-Author \| + 0 s \| \| 4e \| Michał Paluta \| Pologne \| CCC Development \| + 0 s \| \| 5e \| Ivar Slik \| Pays-Bas \| Monkey Town-À Bloc CT \| + 0 s \| \| 6e \| Leonardo Bonifazio \| Italie \| U.C. Trevigiani Energiapura Marchiol \| + 0 s \| \| 7e \| Paolo Totò \| Italie \| U.C. Trevigiani Energiapura Marchiol \| + 0 s \| \| 8e \| Federico Burchio \| Italie \| D'Amico UM Tools \| + 0 s \| \| 9e \| Sergey Shilov \| Russie \| Gazprom-RusVelo \| + 0 s \| \| 10e \| Nico Selenati \| Suisse \| Akros-Thömus \| + 0 s \| |                      |          |                                      |                 |
| |                      |          |                                      |                 |
| |                      |          |                                      |                 |
| Classement de l'étape |                      |          |                                      |                 |
| Coureur | Coureur              | Pays     | Équipe                               | Temps           |
| 1er | Riccardo Stacchiotti | Italie   | Giotti Victoria-Palomar              | 3 h 52 min 54 s |
| 2e | Gašper Katrašnik     | Slovénie | Adria Mobil                          | + 0 s           |
| 3e | František Sisr       | Tchéquie | Elkov-Author                         | + 0 s           |
| 4e | Michał Paluta        | Pologne  | CCC Development                      | + 0 s           |
| 5e | Ivar Slik            | Pays-Bas | Monkey Town-À Bloc CT                | + 0 s           |
| 6e | Leonardo Bonifazio   | Italie   | U.C. Trevigiani Energiapura Marchiol | + 0 s           |
| 7e | Paolo Totò           | Italie   | U.C. Trevigiani Energiapura Marchiol | + 0 s           |
| 8e | Federico Burchio     | Italie   | D'Amico UM Tools                     | + 0 s           |
| 9e | Sergey Shilov        | Russie   | Gazprom-RusVelo                      | + 0 s           |
| 10e | Nico Selenati        | Suisse   | Akros-Thömus                         | + 0 s           |

### Classement général
| \| Classement général \| Classement général \| Classement général \| Classement général \| Classement général \| \| Coureur \| Coureur \| Pays \| Équipe \| Temps \| \| ------------------ \| ------------------ \| ------------------ \| --------------------------- \| ------------------ \| \| 1er \| Kevin Rivera \| Costa Rica \| Androni Giocattoli-Sidermec \| 17 h 29 min 24 s \| \| 2e \| Daniel Muñoz \| Colombie \| Androni Giocattoli-Sidermec \| + 17 s \| \| 3e \| Radoslav Rogina \| Croatie \| Adria Mobil \| + 39 s \| \| 4e \| Ildar Arslanov \| Russie \| Gazprom-RusVelo \| + 41 s \| \| 5e \| Serghei Țvetcov \| Roumanie \| Floyd's Pro Cycling \| + 42 s \| \| 6e \| Michal Schlegel \| Tchéquie \| Elkov-Author \| + 44 s \| \| 7e \| Pierpaolo Ficara \| Italie \| Amore & Vita-Prodir \| + 50 s \| \| 8e \| Mattia Bais \| Italie \| Cycling Team Friuli \| + 1 min 00 s \| \| 9e \| Marco Tizza \| Italie \| Amore & Vita-Prodir \| + 1 min 01 s \| \| 10e \| Attila Valter \| Hongrie \| CCC Development \| + 1 min 07 s \| |                  |            |                             |                  |
| |                  |            |                             |                  |
| Source : ProCyclingStats |                  |            |                             |                  |
| Classement général |                  |            |                             |                  |
| Coureur | Coureur          | Pays       | Équipe                      | Temps            |
| 1er | Kevin Rivera     | Costa Rica | Androni Giocattoli-Sidermec | 17 h 29 min 24 s |
| 2e | Daniel Muñoz     | Colombie   | Androni Giocattoli-Sidermec | + 17 s           |
| 3e | Radoslav Rogina  | Croatie    | Adria Mobil                 | + 39 s           |
| 4e | Ildar Arslanov   | Russie     | Gazprom-RusVelo             | + 41 s           |
| 5e | Serghei Țvetcov  | Roumanie   | Floyd's Pro Cycling         | + 42 s           |
| 6e | Michal Schlegel  | Tchéquie   | Elkov-Author                | + 44 s           |
| 7e | Pierpaolo Ficara | Italie     | Amore & Vita-Prodir         | + 50 s           |
| 8e | Mattia Bais      | Italie     | Cycling Team Friuli         | + 1 min 00 s     |
| 9e | Marco Tizza      | Italie     | Amore & Vita-Prodir         | + 1 min 01 s     |
| 10e | Attila Valter    | Hongrie    | CCC Development             | + 1 min 07 s     |

## UCI Europe Tour
Le Sibiu Cycling Tour 2019 est une course faisant partie de l'UCI Europe Tour 2019 en catégorie 2.1, les 25 meilleurs temps du classement final emporte donc de 125 à 3 points.
| Position           | 1er | 2e | 3e | 4e | 5e | 6e | 7e | 8e | 9e | 10e | 11e | 12e | 13e à 15e | 16e à 25e |
| Classement général | 125 | 85 | 70 | 60 | 50 | 40 | 35 | 30 | 25 | 20  | 15  | 10  | 5         | 3         |
| Par étape          | 14  | 5  | 3  |    |    |    |    |    |    |     |     |     |           |           |
| Leader, par étape  | 3   |    |    |    |    |    |    |    |    |     |     |     |           |           |